# ЦЕР-12
ЦЕР (Цифарски Електронски Рачунар) модел 12 је рани дигитални рачунар развијен у Институту Михајло Пупин 1968-1971. године. Намењен је пословним обрадама података (реф. Лит. бр.1, 2 и 3). Саграђена су, у технологији ВЛСИ-кола, два рачунарска система ЦЕР-12 за ЕРЦ Института М. Пупин-Београд и Војвођанску банку у Зрењанину (реф. Лит.бр.4). Систем ЦЕР-12 у ЕРЦ Института М. Пупин радио је успешно све до 1997. године, а затим је замењен увозним РС-мрежама и Интернетом.

## Реф. Литература
- 1. Владислав Пауновић: Аритметичка јединица АЈ рачунара ЦЕР-12, АУТОМАТИКА, бр.3, стр.161-165, Загреб 1971.
- 2. Веселин Потић, Михајло Шавикин, У/И систем рачунара ЦЕР-12, АУТОМАТИКА, бр.3, стр.166-176, Загреб 1971.
- 3. Владан Батановић, Јован Кон(Ед): ИМП Ризница знања, Изд. Институт Михајло Пупин и ПКС, Београд 2006.
- 4. Душан Христовић: Развој Рачунарства у Србији, часопис ФЛОГИСТОН, бр.18/19, Музеј МНТ-САНУ, Београд 2010/2011.